# Kreeftenpest
De kreeftenpest is een ziekte onder rivierkreeften die wordt veroorzaakt door de waterschimmel Aphanomyces astaci.
Noord-Amerikaanse soorten rivierkreeften kunnen drager zijn van deze schimmel zonder ziek te worden. Door co-evolutie zijn de schimmel die kreeftenpest veroorzaakt en de zoetwaterkreeften uit Noord-Amerika aan elkaar aangepast: de zoetwaterkreeften uit Noord-Amerika zijn resistenter geworden, de schimmel is agressiever geworden.
Met de invoer van rivierkreeften uit Noord-Amerika in Europa is deze schimmelziekte meegekomen. De Europese rivierkreeft is niet immuun tegen de schimmel. Deze schimmel is daardoor in staat om een populatie Europese rivierkreeften in een paar weken uit te roeien. De inheemse rivierkreeft is daardoor in grote delen van Europa uitgestorven. Binnen Nederland komt dit dier thans alleen nog maar voor in geïsoleerde, door sprengen gevoede vijvers in de Veluwezoom.